# Panchira

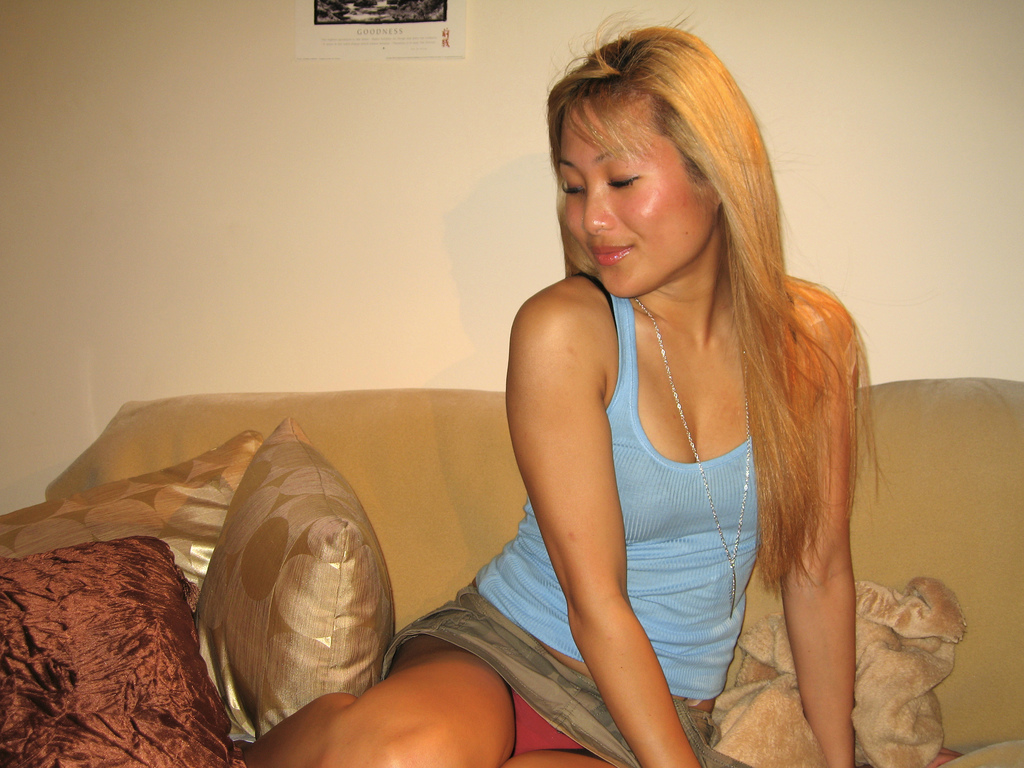
Panchira dans une photographie érotique.

 (décembre 2014).
Si vous disposez d'ouvrages ou d'articles de référence ou si vous connaissez des sites web de qualité traitant du thème abordé ici, merci de compléter l'article en donnant les références utiles à sa vérifiabilité et en les liant à la section « Notes et références ».
Panchira (パンチラ) est composé de « pantie » (パンティー, pantī) (anglicisme qui désigne la culotte d'une femme) et de « chira » (「チラ」, « chira ») onomatopée indiquant le fait de jeter un coup d'œil à la dérobée. Le terme est utilisé pour désigner le fétichisme de la petite culotte. Aussi bien pour ce qui est de voir la culotte portée (voyeurisme en dessous des jupes), de toucher la pièce de lingerie ou de la sentir lorsqu'elle a été portée.

## Manga
À l'origine, panchira est un terme utilisé par les Japonaises pour se mettre en garde mutuellement sur le fait qu'on voit leur slip. À partir des années 1960, l'expression est utilisée par les artistes japonais dans leurs animes et mangas pour désigner indifféremment la représentation visuelle d'un slip chatoyant, d'un slip-string ou, plus simplement, de la vulve.
D'après diverses sources japonaises, le terme semble avoir été utilisé pour la première fois par le dessinateur de mangas Osamu Tezuka à propos d'Uran, la petite sœur d'Astro, le petit robot de la bande dessinée. Il est ensuite utilisé lors de l'adaptation de la bande dessinée à l'anime pour la télévision en 1963. Principalement limité aux séries enfantines au cours des dix ans qui suivent, le terme de panchira est peu à peu devenu, au début des années 1970, un élément du fétichisme de la petite culotte. On le retrouve comme tel dans Merveilleuse Melmo (Tezuka, 1971), les adaptations par Toei Doga du Cutey Honey de Go Nagai (1973) ou encore Majokko Megu-chan (en) (Inoue Tomo, 1974).
À partir de ce moment, le mot panchira devenait intimement lié à l'ambiance lubrique qui était la marque des animations japonaises et, plus généralement des films de distraction. À l'heure actuelle, le panchira est présent dans un grand nombre d'animes connus dont ils en est, probablement, une caractéristique. Ceci est particulièrement vrai pour les harem animes, les revues glamour pour adultes et les hentais.